# Lotus
Lotus là một chi thực vật có hoa trong họ Đậu.

## Loài
- Lotus aegaeus (Griseb.) Boiss.

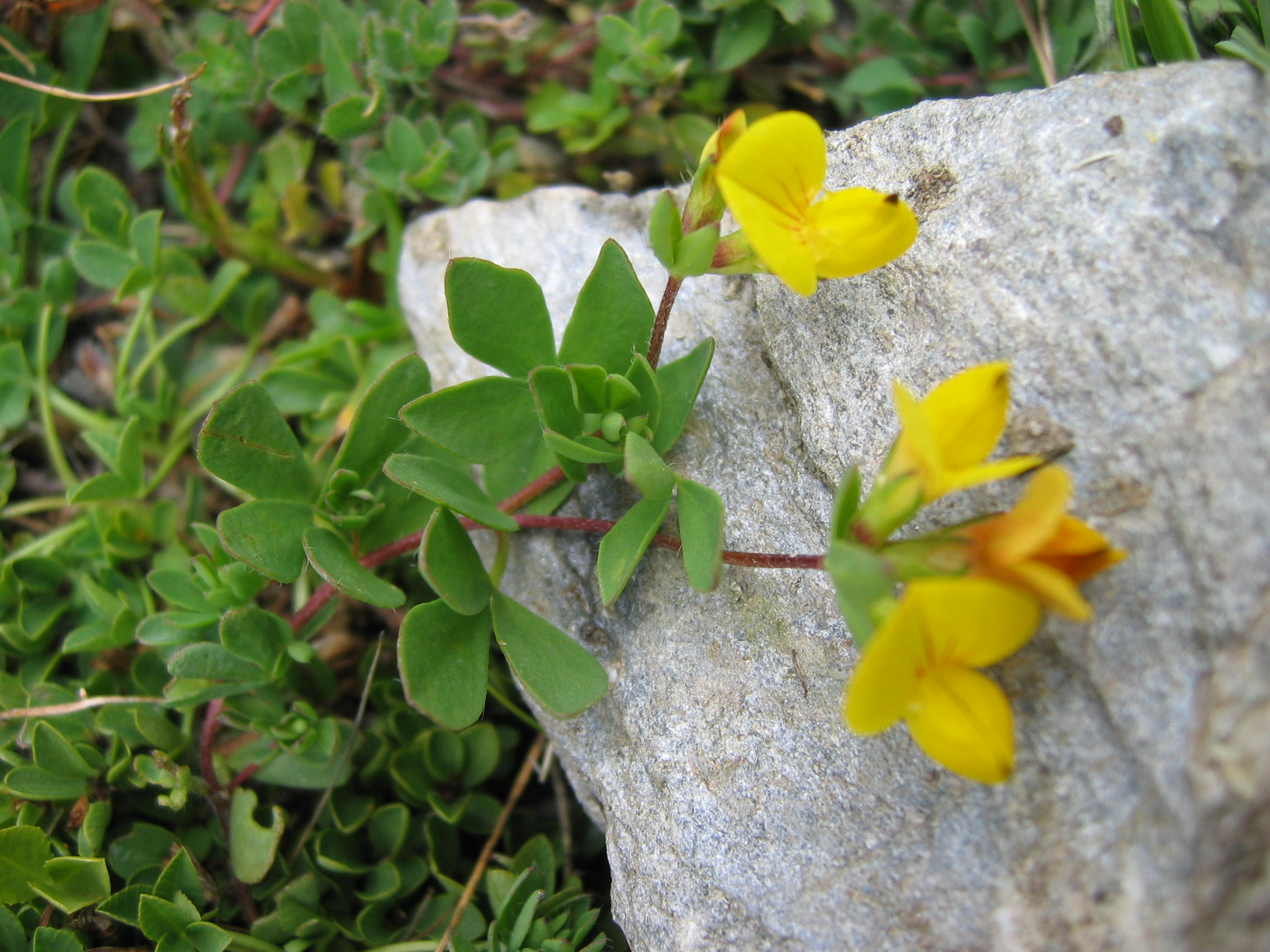
Lotus alpinus

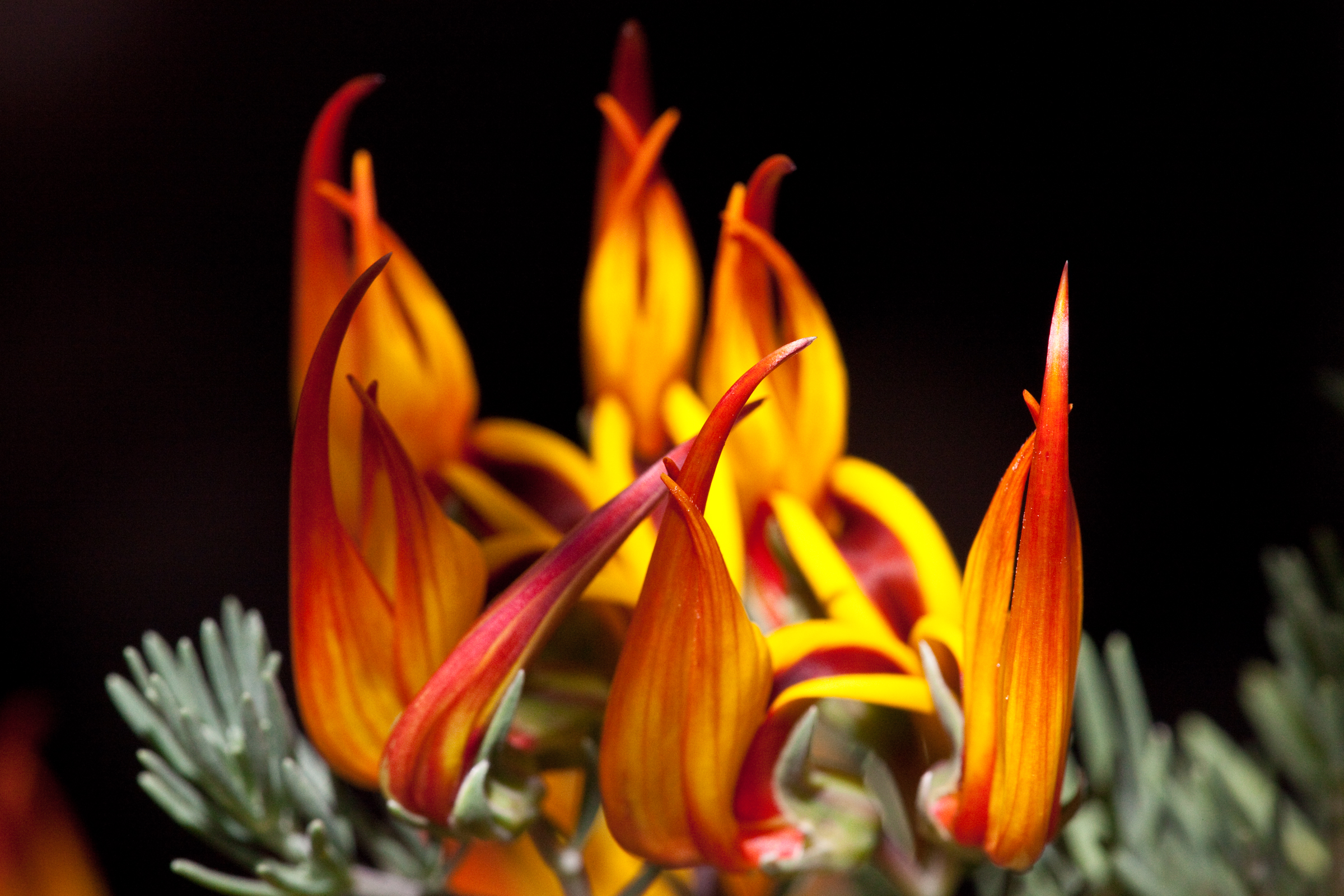
Lotus berthelotii

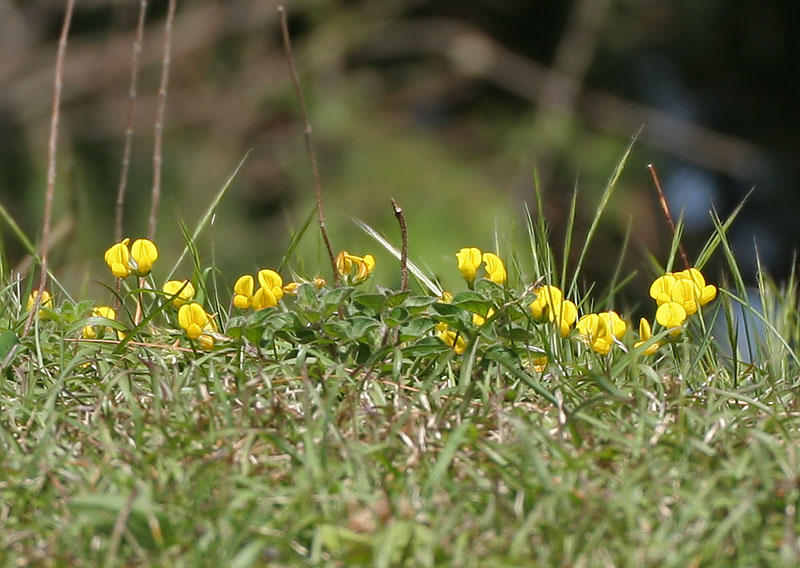
Lotus corniculatus

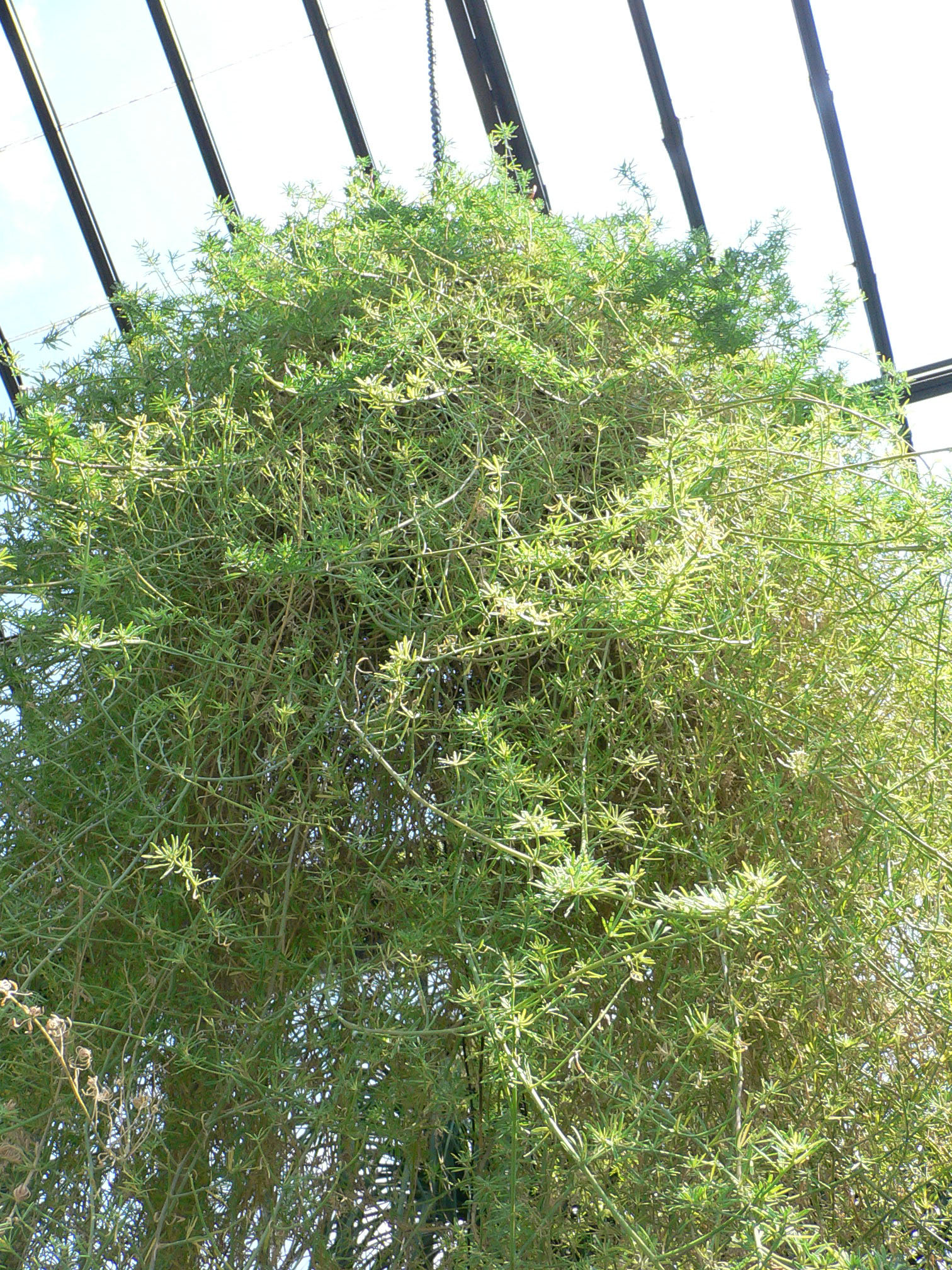
Lotus maculatus

- Lotus alpicola (Beck) Miniaev, Ulle & Kritzk.
- Lotus alpinus Schleich. ex Ramond - alpine bird's-foot-trefoil
- Lotus angustissimus L. – slender bird's-foot trefoil
- Lotus anthylloides Vent.
- Lotus arabicus Sol. ex L.
- Lotus arenarius Brot.
- Lotus argyrodes R.P.Murray
- Lotus arinagensis Bramwell
- Lotus armeniacus Kit Tan & Sorger
- Lotus assakensis Coss. ex Brand
- Lotus australis Andrews – austral trefoil
- Lotus azoricus P.W.Ball
- Lotus balticus Miniaev
- Lotus becquetii Boutique
- Lotus benoistii (Maire) Lassen
- Lotus berthelotii Lowe ex Masf. – Canary Islands trefoil
- Lotus bollei Christ
- Lotus borbasii Ujhelyi
- Lotus broussonetii Choisy ex Ser.
- Lotus brunneri Webb
- Lotus burttii Borsos
- Lotus callis-viridis Bramwell & D.H.Davis
- Lotus callunetorum (Üksip) Miniaev
- Lotus campylocladus Webb & Berthel.
- Lotus candidissimus A.Chev.
- Lotus castellanus Boiss. & Reut.
- Lotus chazaliei H.Boissieu
- Lotus compactus Chrtková
- Lotus conimbricensis Brot.
- Lotus corniculatus L. – common bird's-foot trefoil, bird's-foot deervetch
- Lotus creticus L.
- Lotus cruentus Court
- Lotus cytisoides L.
- Lotus × davyae Druce
- Lotus digii Chrtková
- Lotus discolor E.Mey.
- Lotus divaricatus Boiss.
- Lotus dorycnium L.
- Lotus drepanocarpus Durieu
- Lotus dumetorum Webb ex R.P.Murray
- Lotus dvinensis Miniaev & Ulle
- Lotus edulis L.
- Lotus elisabethae Opperman
- Lotus emeroides R.P.Murray
- Lotus eremiticus A.Santos
- Lotus eriophthalmus Webb & Berthel.
- Lotus garcinii Ser.
- Lotus gebelia Vent.
- Lotus germanicus (Gremli) Peruzzi
- Lotus glaucus Aiton
- Lotus glinoides Delile
- Lotus goetzei Harms
- Lotus graecus L.
- Lotus halophilus Boiss. & Spruner
- Lotus hebecarpus J.B.Gillett
- Lotus hebranicus Hochst. ex Brand
- Lotus herbaceus (Vill.) Jauzein
- Lotus hirsutus L.
- Lotus hirtulus Lowe ex Cout.
- Lotus holosericeus Webb & Berthel.
- Lotus hosackioides (Royle ex Benth.) Ali
- Lotus jacobaeus L.
- Lotus jolyi Batt.
- Lotus komarovii Miniaev
- Lotus krylovii Schischk. & Serg.
- Lotus kunkelii (Esteve) Bramwell & D.H.Davis
- Lotus lalambensis Schweinf.
- Lotus lancerottensis Webb & Berthel.
- Lotus lanuginosus Vent.
- Lotus laricus Rech.f., Aellen & Esfand.
- Lotus lebrunii Boutique
- Lotus longisiliquosus R.Roem.
- Lotus loweanus Webb & Berthel.
- Lotus macranthus Lowe
- Lotus macrotrichus Boiss.
- Lotus maculatus Breitf.
- Lotus maroccanus Ball
- Lotus mascaensis Burchard
- Lotus melilotoides Webb
- Lotus mlanjeanus J.B.Gillett
- Lotus mollis Balf.f.
- Lotus namulensis Brand
- Lotus norvegicus (Chrtková) Miniaev
- Lotus nubicus Hochst. ex Baker
- Lotus olgae Klokov
- Lotus oliveirae A.Chev.
- Lotus ononopsis Balf.f.
- Lotus ornithopodioides L.
- Lotus pacificus Kramina & D.D.Sokoloff
- Lotus palustris Willd.
- Lotus parviflorus Desf. – smallflower bird's-foot trefoil, smallflower trefoil
- Lotus peczoricus Miniaev & Ulle
- Lotus pedunculatus Cav. – greater bird's-foot trefoil, marsh bird's-foot trefoil, large bird's-foot trefoil, big trefoil
- Lotus peregrinus L.
- Lotus polyphyllos E.D.Clarke
- Lotus pseudocreticus Maire, Weiller & Wilczek
- Lotus purpureus Webb
- Lotus pusillus Medik.
- Lotus pyranthus P.Pérez
- Lotus quinatus (Forssk.) J.B.Gillett
- Lotus racemosus Sessé & Moc.
- Lotus ramulosus M.E.Jones
- Lotus rechingeri Chrtková
- Lotus rectus L.
- Lotus robsonii E.S.Martins & D.D.Sokoloff
- Lotus ruprechtii Miniaev
- Lotus sativus (Hyl.) Büscher & G.H.Loos
- Lotus schoelleri Schweinf.
- Lotus sergievskiae Kamelin & Kovalevsk.
- Lotus sessilifolius DC.
- Lotus simoneae Maire, Weiller & Wilczek
- Lotus spartioides Webb & Berthel.
- Lotus spectabilis Choisy ex Ser.
- Lotus stepposus Kramina
- Lotus strictus Fisch. & C.A.Mey.
- Lotus subbiflorus Lag. – hairy bird's-foot trefoil
- Lotus subdigitatus Boutique
- Lotus taitungensis S.S.Ying
- Lotus tauricus Juz.
- Lotus tenellus (Lowe) Sandral, A.Santos & D.D.Sokoloff (including Lotus leptophyllus (Lowe) K.Larsen)
- Lotus tenuis Waldst. & Kit. ex Willd. – narrowleaf trefoil, slender trefoil, creeping trefoil, or prostrate trefoil
- Lotus tetraphyllus L.
- Lotus tibesticus Maire
- Lotus torulosus (Chiov.) Fiori
- Lotus × ucrainicus Klokov
- Lotus uliginosus Schkuhr
- Lotus weilleri Maire
- Lotus wildii J.B.Gillett
- Lotus zhegulensis Klokov

### Loài được đặt ở nơi khác
- Lotus aboriginus = Hosackia rosea
- Lotus argophyllus = Acmispon argophyllus
- Lotus argyraeus = Acmispon argyraeus
- Lotus benthamii = Syrmatium cytisoides
- Lotus crassifolius = Hosackia crassifolia
- Lotus dendroideus = Syrmatium veatchii
- Lotus denticulatus = Acmispon denticulatus
- Lotus grandiflorus = Acmispon grandiflorus
- Lotus hamatus = Syrmatium micranthum
- Lotus haydonii = Syrmatium haydonii
- Lotus heermannii = Acmispon heermannii
- Lotus humistratus = Acmispon brachycarpus
- Lotus incanus = Hosackia incana
- Lotus junceus = Syrmatium junceum
- Lotus maritimus = Tetragonolobus maritimus
- Lotus mearnsii = Acmispon mearnsii
- Lotus micranthus = Acmispon parviflorus
- Lotus nevadensis = Syrmatium decumbens
- Lotus nuttallianus = Syrmatium prostratum
- Lotus oblongifolius = Hosackia oblongifolia
- Lotus pinnatus = Hosackia pinnata
- Lotus procumbens = Acmispon procumbens
- Lotus rubriflorus = Acmispon rubriflorus
- Lotus salsuginosus = Acmispon maritimus
- Lotus stipularis = Hosackia stipularis
- Lotus tetragonolobus = Tetragonolobus purpureus
- Lotus wrightii = Ottleya wrightii

## Hình ảnh

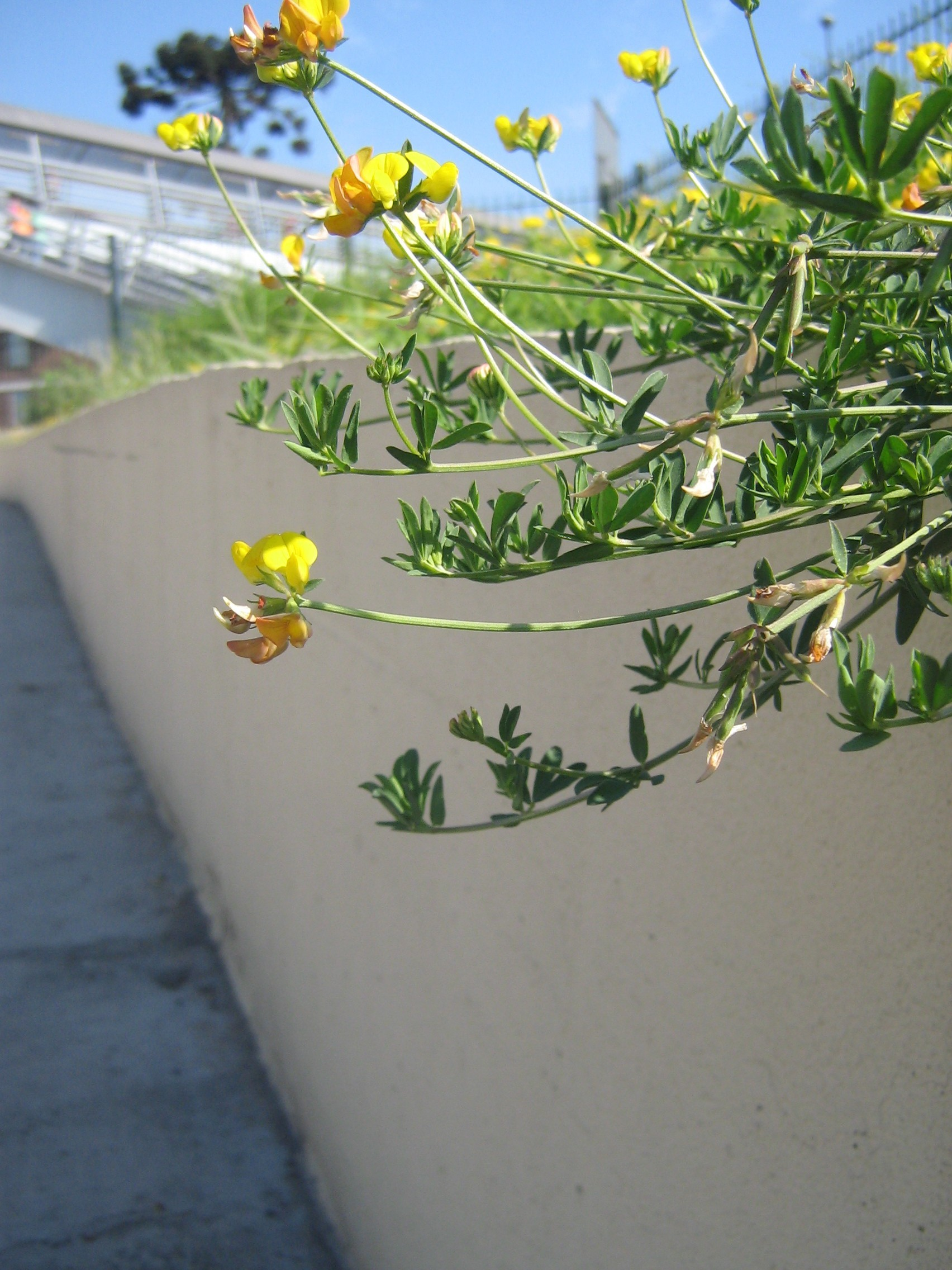
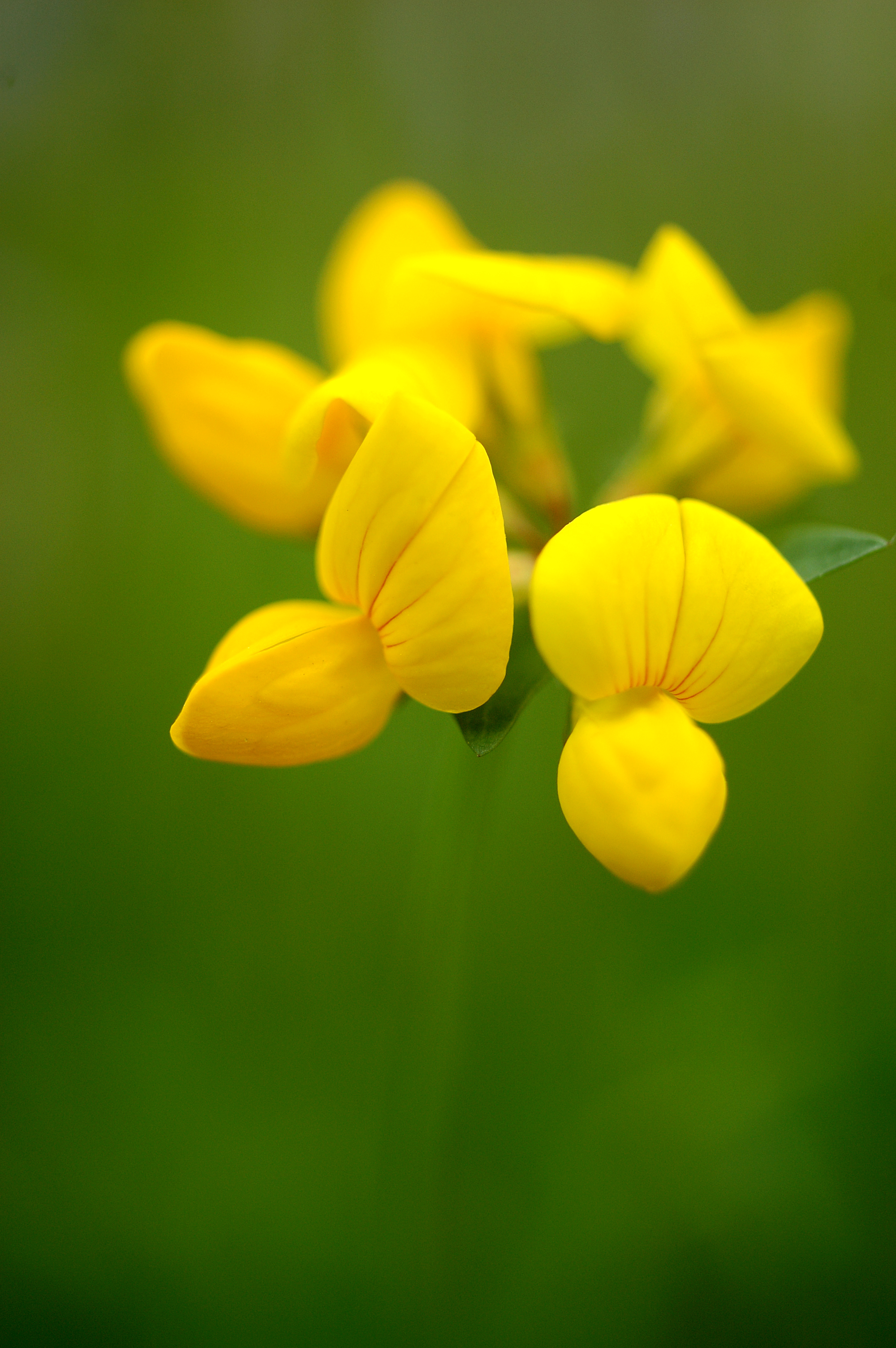
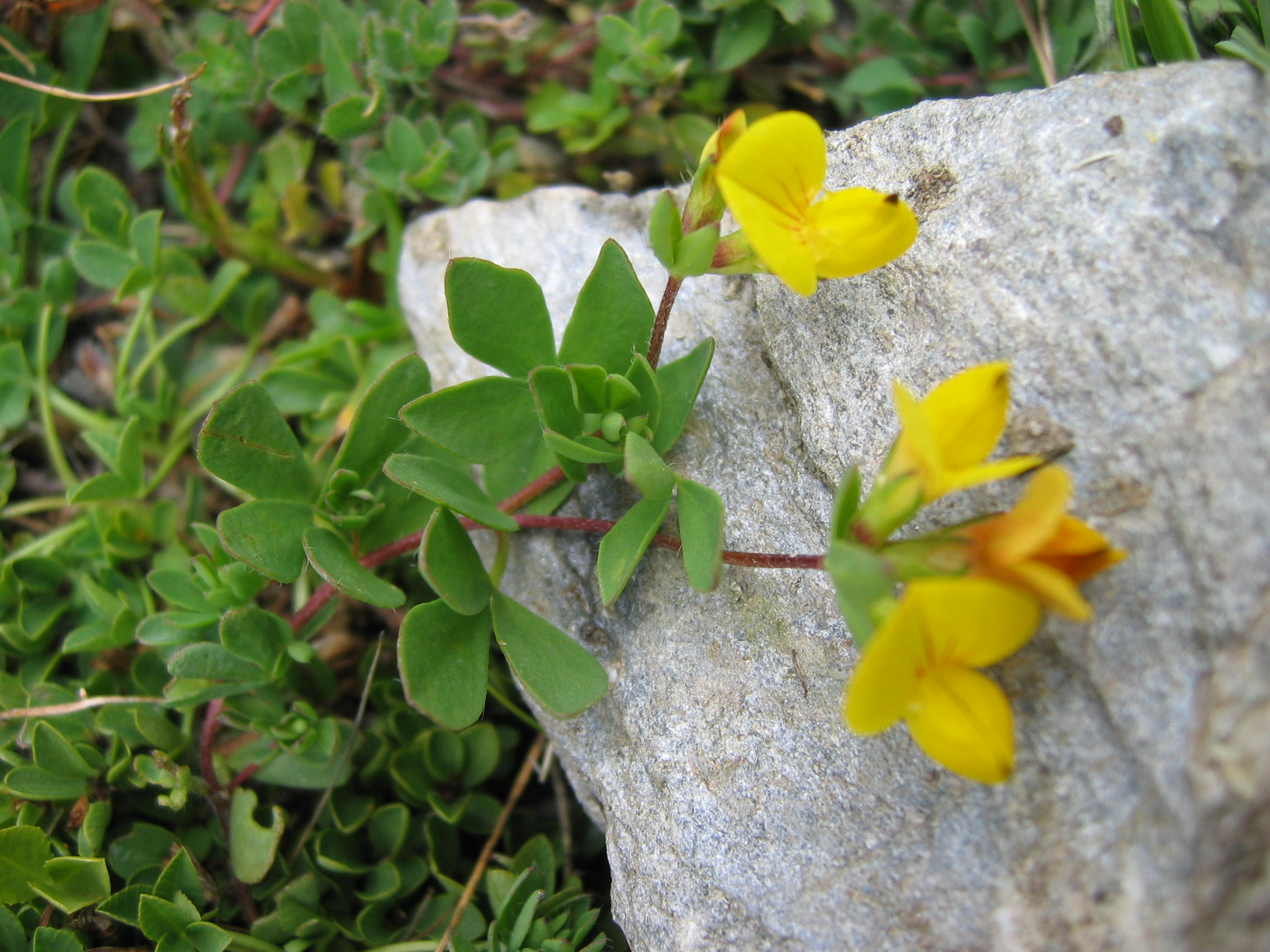
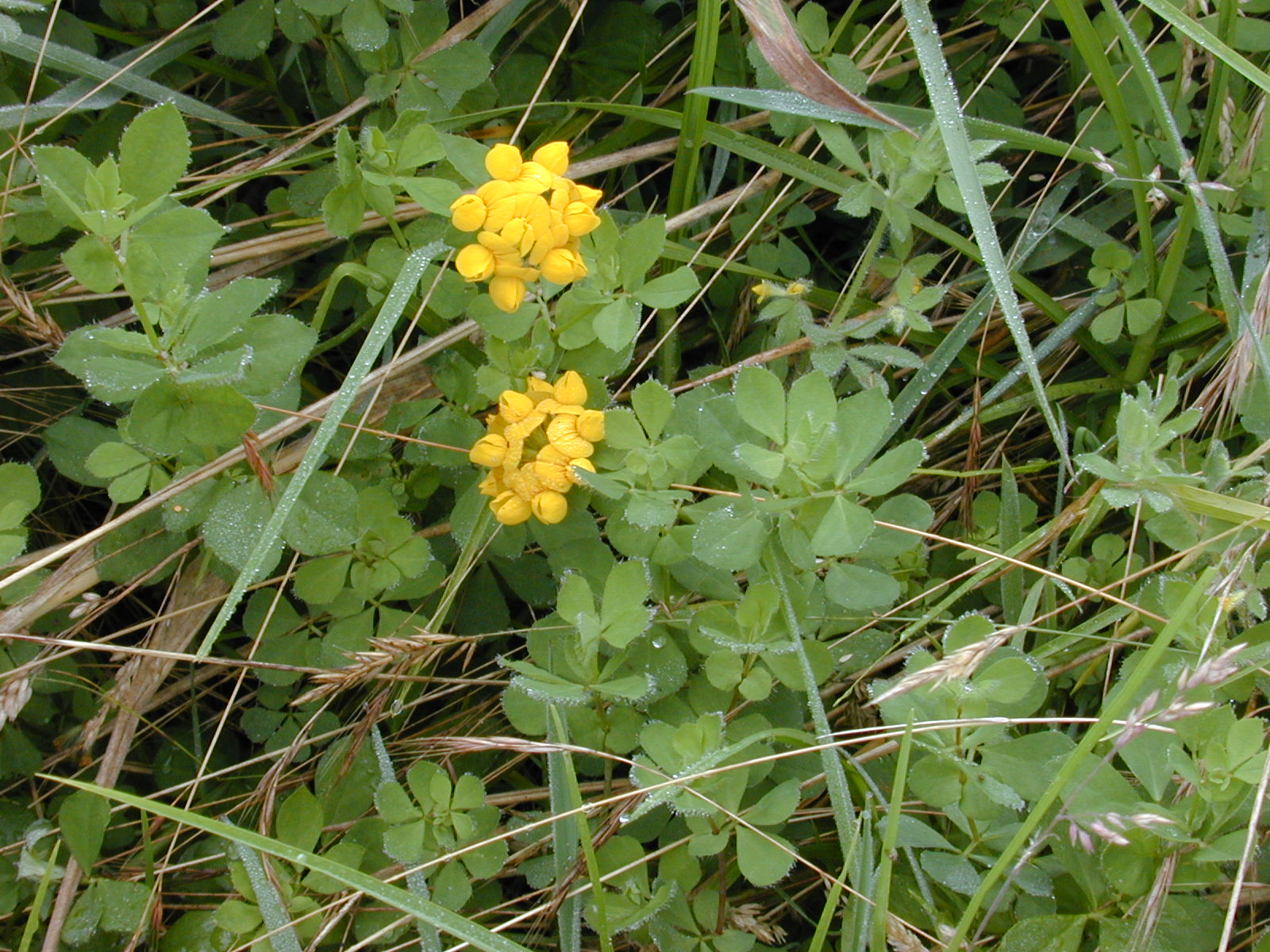